# Lázaro Chacón González
Lázaro Chacón González (Teculután, 27 giugno 1873 – New Orleans, 8 aprile 1931) è stato un politico e generale guatemalteco.
È stato il Presidente del Guatemala dal settembre 1926 al gennaio 1931.